# Volta Ciclista a Catalunya 1978
La Volta Ciclista a Catalunya 1978, cinquantottesima edizione della corsa, si svolse in sette tappe, la terza e l'ultima suddivise in 2 semitappe, precedute da un prologo, dal 7 al 14 settembre 1978, per un percorso totale di 1175,5 km, con partenza e arrivo nei pressi di Sitges. La vittoria fu appannaggio dell'italiano Francesco Moser, che completò il percorso in 35h58'45", precedendo gli spagnoli Francisco Galdós e Pedro Torres. 
I corridori che partirono da Sitges furono 56, mentre coloro che tagliarono il medesimo traguardo furono 51.

## Tappe
| Tappa  | Data         | Percorso                                      | km     | Vincitore di tappa | Leader cl. generale |
| ------ | ------------ | --------------------------------------------- | ------ | ------------------ | ------------------- |
| Pr.    | 7 settembre  | Sitges > Sitges (cron. individuale)           | 4,2    | Francesco Moser    | Francesco Moser     |
| 1ª     | 8 settembre  | Sitges > l'Espluga de Francolí                | 173,6  | Francesco Moser    | Francesco Moser     |
| 2ª     | 9 settembre  | l'Espluga de Francolí > Guissona              | 159,6  | Miguel María Lasa  | Francesco Moser     |
| 3ª-1   | 10 settembre | Circuito de La Rambla (Barcellona)            | 45,0   | Frans Van Looy     | Francesco Moser     |
| 3ª-2   | 10 settembre | Premià de Dalt > Alt del Mas Nou              | 109,7  | Francesco Moser    | Francesco Moser     |
| 4ª     | 11 settembre | Castell-Platja d'Aro > Pardines               | 149,2  | Antoon Houbrechts  | Francesco Moser     |
| 5ª     | 12 settembre | Ribes de Freser > Coll de Pal                 | 206,7  | Francisco Galdós   | Francesco Moser     |
| 6ª     | 13 settembre | Bagà > Manresa                                | 179,7  | José Manuel García | Francesco Moser     |
| 7ª-1   | 14 settembre | El Vendrell > El Vendrell (cron. individuale) | 29,8   | Francesco Moser    | Francesco Moser     |
| 7ª-2   | 14 settembre | Coma-ruga > Sitges                            | 118,0  | Phil Edwards       | Francesco Moser     |
| Totale | Totale       | Totale                                        | 1175,5 |                    |                     |

## Squadre e corridori partecipanti
| N.    | Cod. | Squadra              |
| ----- | ---- | -------------------- |
| 1-8   | ---  | Mini Flat-Boule d'Or |
| 11-18 | ---  | KAS-Campagnolo       |
| 21-28 | ---  | Sanson-Campagnolo    |
| 31-38 | ---  | Novostil-Helios      |
| 41-48 | ---  | Magniflex-Torpado    |
| 51-58 | ---  | Teka                 |
| 61-68 | ---  | non assegnato        |
| 71-79 | ---  | Transmallorca-Gios   |

## Dettagli delle tappe

### Prologo
- 7 settembre: Sitges – Cronometro individuale – 4,2 km[1]

Risultati
| Pos. | Corridore         | Squadra | Tempo |
| ---- | ----------------- | ------- | ----- |
| 1    | Francesco Moser   | Sanson  | 5'11" |
| 2    | Eulalio García    | Teka    | a 16" |
| 3    | José Enrique Cima | KAS     | a 17" |

| Pos. | Corridore         | Squadra | Tempo |
| ---- | ----------------- | ------- | ----- |
| 1    | Francesco Moser   | Sanson  | 5'11" |
| 2    | Eulalio García    | Teka    | a 16" |
| 3    | José Enrique Cima | KAS     | a 17" |

### 1ª tappa
- 8 settembre: Sitges > l'Espluga de Francolí – 173,6 km[2]

Risultati
| Pos. | Corridore         | Squadra | Tempo    |
| ---- | ----------------- | ------- | -------- |
| 1    | Francesco Moser   | Sanson  | 4h55'04" |
| 2    | Miguel María Lasa | Teka    | s.t.     |
| 3    | Francisco Galdós  | KAS     | s.t.     |

| Pos. | Corridore         | Squadra | Tempo    |
| ---- | ----------------- | ------- | -------- |
| 1    | Francesco Moser   | Sanson  | 4h55'04" |
| 2    | Miguel María Lasa | Teka    | a 25"    |
| 3    | Francisco Galdós  | KAS     | s.t.     |

### 2ª tappa
- 9 settembre: l'Espluga de Francolí > Guissona – 159,6 km[3]

Risultati
| Pos. | Corridore         | Squadra | Tempo    |
| ---- | ----------------- | ------- | -------- |
| 1    | Miguel María Lasa | Teka    | 4h12'55" |
| 2    | Francesco Moser   | Sanson  | s.t.     |
| 3    | Pere Vilardebó    | Teka    | s.t.     |

| Pos. | Corridore         | Squadra | Tempo    |
| ---- | ----------------- | ------- | -------- |
| 1    | Francesco Moser   | Sanson  | 9h13'10" |
| 2    | Miguel María Lasa | Teka    | a 25"    |
| 3    | Pere Vilardebó    | Teka    | a 31"    |

### 3ª tappa, 1ª semitappa
- 10 settembre: Circuito de La Rambla (Barcellona) – 45,0 km[4]

Risultati
| Pos. | Corridore           | Squadra       | Tempo  |
| ---- | ------------------- | ------------- | ------ |
| 1    | Frans Van Looy      | Boule d'Or    | 59'45" |
| 2    | Giuseppe Martinelli | Magniflex     | s.t.   |
| 3    | Daniele Tinchella   | Transmallorca | s.t.   |

### 3ª tappa, 2ª semitappa
- 10 settembre: Premià de Dalt > Alt del Mas Nou – 109,7 km[5]

Risultati
| Pos. | Corridore         | Squadra       | Tempo    |
| ---- | ----------------- | ------------- | -------- |
| 1    | Francesco Moser   | Sanson        | 2h48'07" |
| 2    | Vicente Belda     | Transmallorca | s.t.     |
| 3    | José Enrique Cima | KAS           | s.t.     |

| Pos. | Corridore       | Squadra | Tempo     |
| ---- | --------------- | ------- | --------- |
| 1    | Francesco Moser | Sanson  | 13h01'03" |
| 2    | Pedro Torres    | Teka    | a 49"     |
| 3    | Pere Vilardebó  | Teka    | a 1'08"   |

### 4ª tappa
- 11 settembre: Castell-Platja d'Aro > Pardines – 149,2 km[6]

Risultati
| Pos. | Corridore         | Squadra       | Tempo    |
| ---- | ----------------- | ------------- | -------- |
| 1    | Antoon Houbrechts | Boule d'Or    | 4h02'14" |
| 2    | Vicente Belda     | Transmallorca | a 11"    |
| 3    | Francesco Moser   | Sanson        | a 32"    |

| Pos. | Corridore       | Squadra | Tempo     |
| ---- | --------------- | ------- | --------- |
| 1    | Francesco Moser | Sanson  | 17h03'49" |
| 2    | Pedro Torres    | Teka    | a 49"     |
| 3    | Pere Vilardebó  | Teka    | a 1'12"   |

### 5ª tappa
- 12 settembre: Ribes de Freser > Coll de Pal – 206,7 km[7]

Risultati
| Pos. | Corridore        | Squadra       | Tempo    |
| ---- | ---------------- | ------------- | -------- |
| 1    | Francisco Galdós | KAS           | 6h39'06" |
| 2    | Vicente Belda    | Transmallorca | a 1'45"  |
| 3    | Francesco Moser  | Sanson        | a 1'47"  |

| Pos. | Corridore        | Squadra | Tempo     |
| ---- | ---------------- | ------- | --------- |
| 1    | Francesco Moser  | Sanson  | 23h44'42" |
| 2    | Francisco Galdós | KAS     | a 1'35"   |
| 3    | Pedro Torres     | Teka    | a 3'37"   |

### 6ª tappa
- 13 settembre: Bagà > Manresa – 179,7 km[8]

Risultati
| Pos. | Corridore          | Squadra       | Tempo    |
| ---- | ------------------ | ------------- | -------- |
| 1    | José Manuel García | Transmallorca | 4h53'55" |
| 2    | Armando Lora       | Magniflex     | a 5'33"  |
| 3    | Miguel María Lasa  | Teka          | a 6'35"  |

| Pos. | Corridore        | Squadra | Tempo     |
| ---- | ---------------- | ------- | --------- |
| 1    | Francesco Moser  | Sanson  | 28h45'12" |
| 2    | Francisco Galdós | KAS     | a 1'35"   |
| 3    | Pedro Torres     | Teka    | a 3'37"   |

### 7ª tappa, 1ª semitappa
- 14 settembre: El Vendrell – Cronometro individuale – 29,8 km[9]

Risultati
| Pos. | Corridore       | Squadra   | Tempo   |
| ---- | --------------- | --------- | ------- |
| 1    | Francesco Moser | Sanson    | 39'50"  |
| 2    | Vito Da Ros     | Magniflex | a 1'14" |
| 3    | Juan Pujol      | KAS       | a 1'31" |

### 7ª tappa, 2ª semitappa
- 14 settembre: Coma-ruga > Sitges – 118,0 km[10]

Risultati
| Pos. | Corridore           | Squadra   | Tempo    |
| ---- | ------------------- | --------- | -------- |
| 1    | Phil Edwards        | Sanson    | 3h15'29" |
| 2    | José Luis Enfedaque | Novostil  | s.t.     |
| 3    | Jean-Claude Fabbri  | Magniflex | s.t.     |

| Pos. | Corridore        | Squadra | Tempo     |
| ---- | ---------------- | ------- | --------- |
| 1    | Francesco Moser  | Sanson  | 32h31'20" |
| 2    | Francisco Galdós | KAS     | a 3'15"   |
| 3    | Pedro Torres     | Teka    | a 5'37"   |

## Classifiche finali

### Classifica generale
| Pos. | Corridore          | Squadra              | Tempo     |
| ---- | ------------------ | -------------------- | --------- |
| 1    | Francesco Moser    | Sanson-Campagnolo    | 32h31'20" |
| 2    | Francisco Galdós   | KAS-Campagnolo       | a 3'15"   |
| 3    | Pedro Torres       | Teka                 | a 5'37"   |
| 4    | Juan Pujol         | KAS-Campagnolo       | s.t.      |
| 5    | Vicente Belda      | Transmallorca-Gios   | a 6'43"   |
| 6    | Miguel María Lasa  | Teka                 | a 9'19"   |
| 7    | Ismael Lejarreta   | KAS-Campagnolo       | a 9'46"   |
| 8    | Antoon Houbrechts  | Mini Flat-Boule d'Or | a 10'12"  |
| 9    | Claudio Bortolotto | Sanson-Campagnolo    | a 10'16"  |
| 10   | Pere Vilardebó     | Teka                 | a 11'53"  |

### Classifica a punti
| Pos. | Corridore         | Squadra           | Punti |
| ---- | ----------------- | ----------------- | ----- |
| 1    | Francesco Moser   | Sanson-Campagnolo | 46    |
| 2    | Francisco Galdós  | KAS-Campagnolo    | 30    |
| 3    | Miguel María Lasa | Teka              | 27    |

### Classifica scalatori
| Pos. | Corridore        | Squadra            | Punti |
| ---- | ---------------- | ------------------ | ----- |
| 1    | Vicente Belda    | Transmallorca-Gios | 38    |
| 2    | Francesco Moser  | Sanson-Campagnolo  | 38    |
| 3    | Francisco Galdós | KAS-Campagnolo     | 33    |

### Classifica sprint
| Pos. | Corridore      | Squadra              | Punti |
| ---- | -------------- | -------------------- | ----- |
| 1    | Ludo Schurgers | Mini Flat-Boule d'Or | 44    |
| 2    | Antonio Abad   | Novostil-Helios      | 34    |
| 3    | Andrés Oliva   | Teka                 | 18    |

### Classifica squadre
| Pos. | Squadra           | Tempo     |
| ---- | ----------------- | --------- |
| 1    | Sanson-Campagnolo | 97h29'08" |
| 2    | KAS-Campagnolo    | a 5'08"   |
| 3    | Teka              | a 12'35"  |